# Български бизнес блок
Български бизнес блок (БББ) e българска политическа партия, учредена на 10 декември 1990 г. и регистрирана на 22 януари 1991 г., с председател Жорж Ганчев.

## Ценности
По устав партията се определя като организация на свободните инициативни хора, вярващи в ценностите на либерализма, икономическата демокрация и технологичния прогрес.
Като основни ценности в публикуваната през януари 1993 г. програма „За гражданското общество, държавата и държавните институции“ се изтъкват свободата, солидарността и справедливостта. Партията е за плуралистично общество, за парламентарен режим и републиканска форма на управление, пазарно стопанство, приватизация, свобода на аграрните сдружения, различни форми на собственост, нова данъчна политика, приоритетно развитие на печеливши отрасли на икономиката, насърчаване на родния бизнес, привличане на чужди инвестиции и др. Основно разчита от подкрепата на хора, занимаващи се със собствен бизнес.
През януари 1996 г. Жорж Ганчев в навечерието на президентските избори нарича действащия президент Жельо Желев национален предател.

## Ръководство
След проверка на ръководните кадри на БББ за принадлежност към тоталитарните служби, Комисията по досиетата установява, че в партийното ръководство агентите на бившата Държавна сигурност (ДС) са имали сериозно присъствие. От проверените 61 души от ръководните ѝ органи, освен за председателя Георги Ганчев, за още 11 души е установена принадлежност към ДС. Огласени са данните за 8 от тях, а другите трима са починали и по закон информацията за тях не е публична.

## Избори

### Президентски
На първи тур на президентските избори през 1992 г. кандидатите за президент и вицепрезидент на партията (Жорж Ганчев и Петър Берон) получават 854 108 гласа (16,78%).
На първи тур на президентските избори през 1996 г. кандидатите за президент и вицепрезидент на партията (Жорж Ганчев и Арлин Антонов) получават 937 686 гласа (21,87%).

### Парламентарни
На парламентарните избори през 1991 г. партията получава 73 379 гласа (1,32%), на парламентарните избори през 1994 г. получава 245 849 гласа (4,73%), на парламентарните избори през 1997 г. получава 209 796 гласа (4,93%).